# Reichenbach-Steegen
Reichenbach-Steegen là một đô thị ở huyện Kaiserslautern, trong bang Rheinland-Pfalz, phía tây nước Đức. Đô thị Reichenbach-Steegen có diện tích 15,12 km², dân số thời điểm ngày 31 tháng 12 năm 2006 là 1464 người. Đô thị này kết nghĩa với Magny-en-Vexin.